# Theater im Hafen

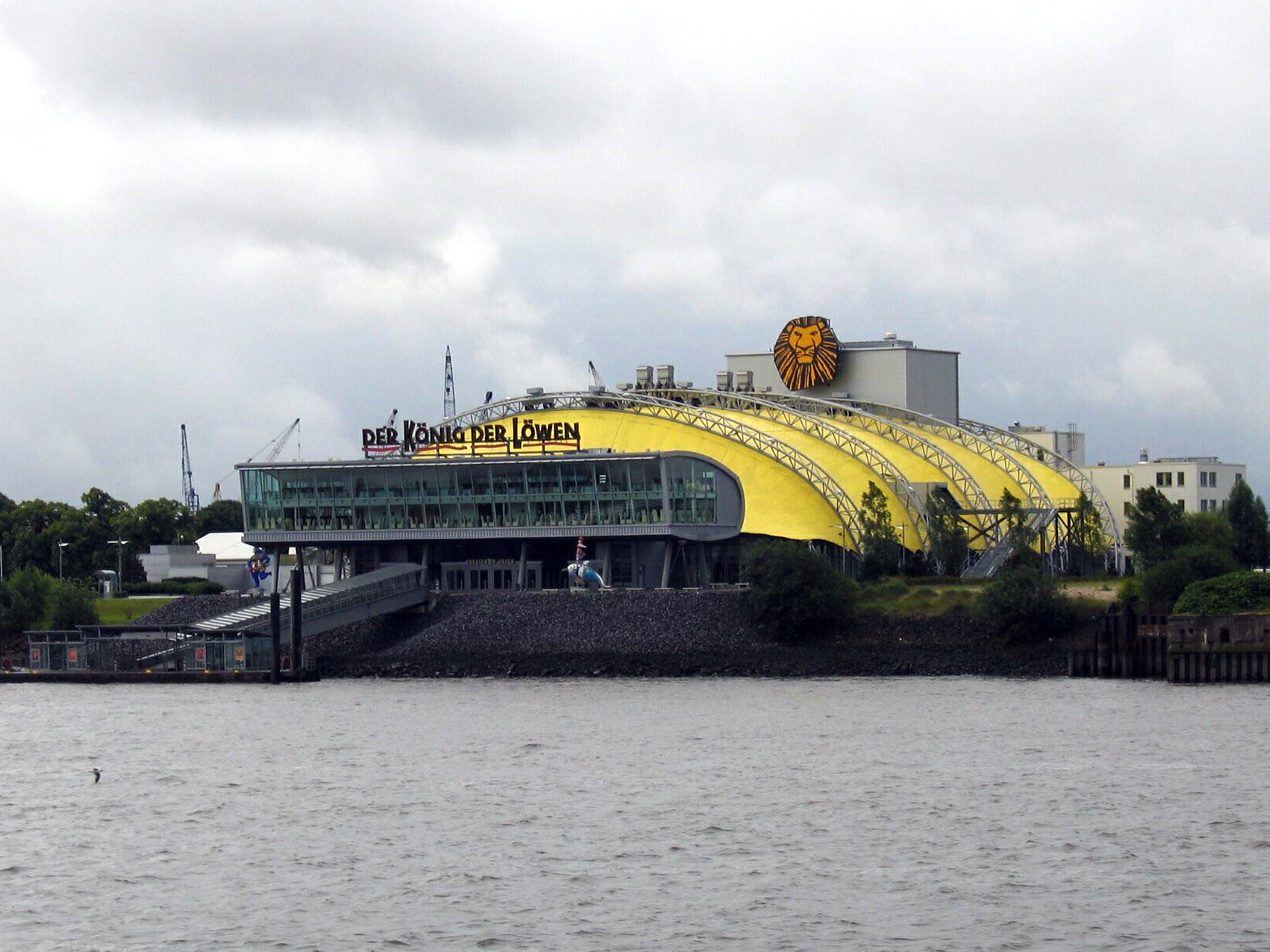
Theater im Hafen mostrando Der Koenig der Lowen

O Theater im Hafen é um teatro localizado na cidade de Hamburgo, Alemanha. Ele fica em um píer, onde as pessoas tem que pegar um barco chamado Nala para chegar ao continente e vice-versa.
Há uma escultura do lado de fora do complexo, que representa a mistura entre África e Alemanha
O complexo possuí um restaurante aéreo, um teatro, um píer e vários locais de diversão.